# Petronas (general)
Petronas (en griego: Πετρωνᾶς; fallecido el 11 de noviembre de 865) fue un notable general y aristócrata bizantino durante la segunda mitad del siglo ix. Petronas era un hermano de la emperatriz Teodora y por lo tanto cuñado del emperador Teófilo, bajo quien avanzó a la categoría de patricio y al puesto de drungario de la guardia. Después de la muerte de Teófilo, desempeñó un papel en el final de la iconoclasia, pero fue dejado de lado junto con su hermano Bardas durante la minoría de su sobrino, Miguel III, cuando el poder estaba en manos del regente Teoctisto. En 855, Petronas y Bardas animaron a Miguel III para tomar el control del gobierno: Teoctisto fue asesinado, Teodora desterrada a un monasterio, Bardas se convirtió en primer ministro de Miguel, y Petronas tuvo la tarea guerrear contra los árabes. En 863, consiguió una victoria aplastante en la batalla de Lalakaon, una hazaña que marcó el inicio gradual de la contraofensiva bizantina en Oriente. Promovido a magistro y doméstico de las escolas, murió en 865.

## Biografía
Petronas era el hijo del drungario Marino y Teoctiste, y fue el hermano menor de Bardas y la emperatriz Teodora, esposa del emperador Teófilo. Otras tres hermanas, Calomaria, Sofía, e Irene, son registradas por Teófanes Continuatus.
Bajo Teófilo, fue nombrado comandante (drungario) del regimiento de la guardia (tagma) del Vigla, y ascendió al rango de patricio. En 842, cuando Teófilo agonizaba, Petronas y el logoteta eunuco Teoctisto llevaron a cabo la ejecución del patricio Teófobo, ex converso curramita y general, cuyas tropas se habían rebelado y lo proclamaron emperador en Sinope algunos años antes. A pesar de su parentesco con Teófilo, sin embargo, un relato menciona que el emperador había desnudado y azotado a Petronas en público porque este había construido un palacio sobre la casa de una viuda, en contravención de la ley. El palacio mismo fue luego derribado, y tanto los materiales de construcción como el terreno fueron dejados a la viuda.

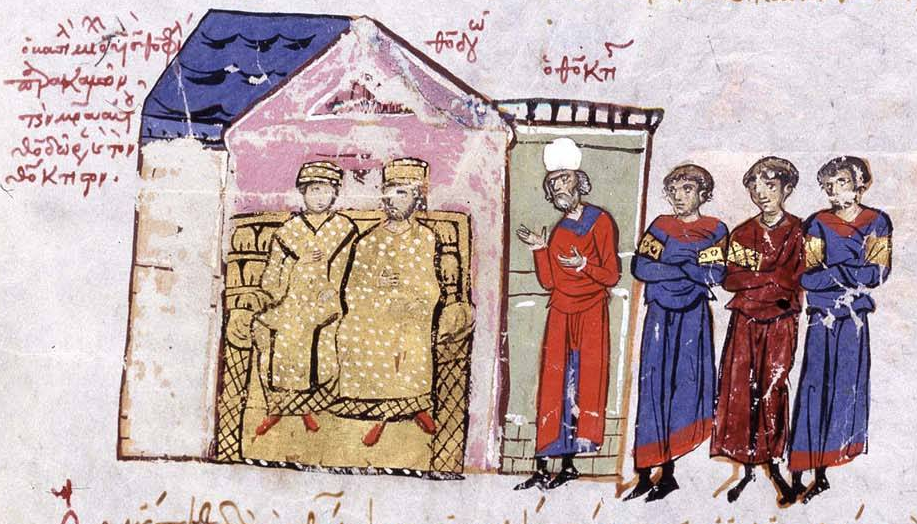
Miguel III con Teodora y Teoctisto. Miniatura del Madrid Skylitzes

Cuando Teófilo murió en 842, Teodora quedó como regente de su hijo pequeño, Miguel III. Un consejo de regencia fue establecido y dirigido por Teodora, junto con Petronas y Bardas y su pariente Sergio Nicetiata. Se dice que Petronas instó a Teodora a rescindir las políticas iconoclastas de Teófilo, que finalmente resultó en la restauración de la veneración de imágenes en el llamado «Triunfo de la Ortodoxia» el 11 de marzo de 843. Poco después, Petronas y Bardas fueron apartados del poder por Teoctisto, mientras Nicetiata murió en una expedición contra los sarracenos de Creta, dejando al ministro eunuco como la figura dominante durante toda la regencia de Teodora.
En 855, sin embargo, Miguel III cumplió quince años y por lo tanto fue nominalmente mayor de edad. El joven gobernante comenzó a resentir el dominio de su madre y de Teoctisto, especialmente después de que seleccionaron a Eudoxia Decapolitissa como su novia, sin tener en cuenta el apego de Miguel por su amante, Eudoxia Ingerina. Con el apoyo de sus tíos Bardas y Petronas, el emperador Miguel había capturado y asesinado a Teoctisto a finales de 855, mientras que Petronas emprendió el confinamiento de la emperatriz y sus hijas en un monasterio. Bardas fue ascendido al rango de César y se convirtió en el efectivo gobernador del Imperio bizantino. En esta posición, mostró notable energía y capacidad, y lo más importantes de su política fue una postura más agresiva contra de los árabes en Oriente. En consecuencia, Petronas fue nombrado estratego del poderoso Thema Tracesiano. En su primera campaña, contra los paulicianos de Tefrique en 856, saqueó el emirato de Melitene y las tierras paulicianas en Samosata y Amida en la Alta Mesopotamia. Después de penetrar más profundo en el territorio árabe que cualquier comandante bizantino desde el comienzo de las conquistas musulmanas, regresó victorioso con muchos cautivos.

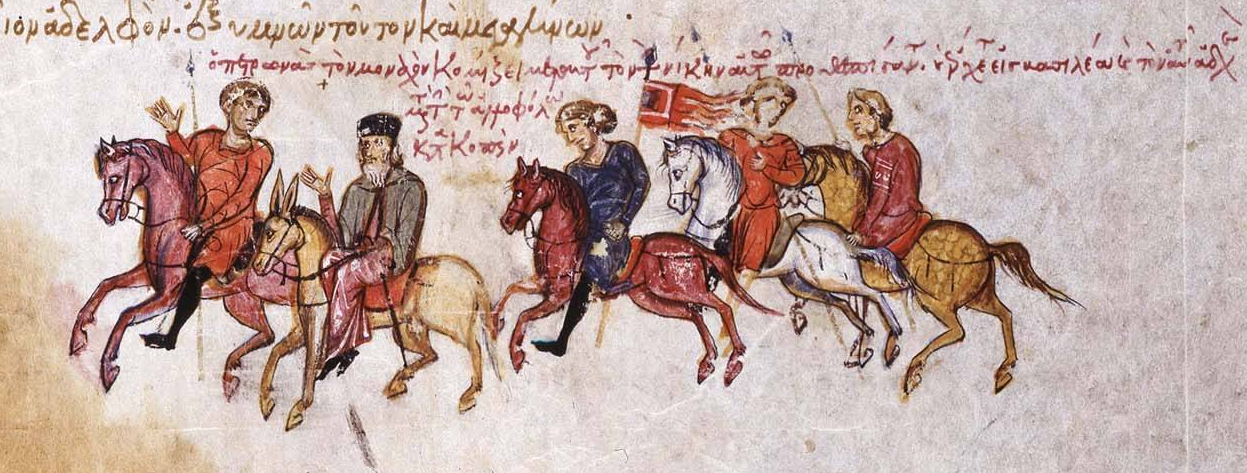
Petronas (izquierda) con Juan, el monje que predijo su victoria en Lalakaon. Miniatura del Madrid Skylitzes

En 863, un ejército árabe, comandado por el emir de Melitene, Umar al-Aqta (830-863), asaltó el territorio bizantino, llegando hasta Amisos en la costa del mar Negro. Petronas fue puesto a cargo de todas las tropas bizantinas reunidas para hacer frente a la invasión, y a través de un esfuerzo de coordinación brillante, tres fuerzas bizantinas distintas lograron converger ante el ejército árabe, rodearlo y destruirlo en la batalla de Lalakaon el 3 de septiembre de 863. Petronas llevó la cabeza de su enemigo derrotado a Constantinopla, donde fue honrado con una entrada triunfal por su sobrino. Poco después, fue ascendido al rango de magistro y la posición de comandante en jefe del ejército (doméstico de las escolas).
La derrota de los árabes y sus aliados paulicianos se convirtió en un punto de inflexión en las guerras árabo-bizantinas. Con esta victoria, Petronas y Bardas fueron capaces de asegurar sus fronteras orientales, fortalecer el Estado bizantino, y sentar las bases para las conquistas bizantinas del siglo x. Los cronistas bizantinos añaden que el victorioso general no sobrevivió durante mucho tiempo después de su victoria. Una hagiografía, escrita por un contemporáneo, afirma que Petronas murió el mismo día que su padre espiritual San Antonio el Joven, dos años y dos meses después de vencer a los ejércitos árabes. Fue enterrado en el monasterio de Gastria, donde su sarcófago fue colocado frente a los de su hermana, la emperatriz Teodora, y sus sobrinas.